# São Martinho de Valbom
São Martinho de Valbom ist ein Ort und eine ehemalige Gemeinde (Freguesia) im Norden Portugals.
São Martinho de Valbom gehört zum Kreis Vila Verde im Distrikt Braga. Die Gemeinde hatte eine Fläche von 1,7 km² und 184 Einwohner (Stand 30. Juni 2011).
Am 29. September 2013 wurden die Gemeinden Valbom (São Martinho), Valbom (São Pedro) und Passó zur neuen Gemeinde União das Freguesias de Valbom (São Pedro), Passô e Valbom (São Martinho) zusammengeschlossen.